# 闪烁噪声

粉紅雜訊的近似功率譜。功率密度以10 dB每十倍頻程衰減。

閃爍雜訊，亦稱作粉紅雜訊、 1/f 雜訊。閃爍雜訊屬於電子雜訊之一，具有功率譜密度（能量或功率每赫茲）與頻率成反比的特徵，此種分布在每個倍頻（八度音）程中皆有等量的雜訊功率，而粉紅雜訊的名稱源於這種功率譜下的可見光視覺顏色為粉色。它存在於近乎所有的電子裝置，分別由多種不同機制產生，如通道雜質、 電晶體中的重組等等。

## 性質

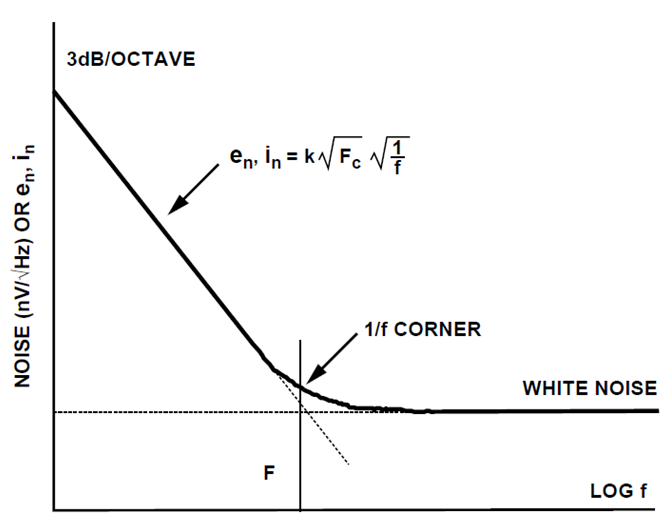
功率譜密度當中閃爍雜訊與溫度雜訊(白色雜訊)的交界

1/f  雜訊通常是相對於直流電壓或電流，因電阻變動而產生的電壓或電流變動。就算在沒有直流電流流經，電阻器中亦存在因溫度變化產生的閃爍雜訊。錳鎳銅合金則是例外，因為其電阻率的溫度係數非常小。
在電子裝置中，閃爍雜訊主要分布在低頻，高頻雜訊大多由白色雜訊貢獻。然而在震盪器當中，低頻雜訊會被混合至靠近載波的高頻段，產生相位雜訊。
閃爍雜訊可由頻界頻率 fc 描述其性質，代表由閃爍雜訊支配的低頻段與由白色雜訊支配的高頻段之交界處。以常見的半導體元件來說，MOSFET的臨界頻率相對較高（可高達數GHz），而JFET與BJT則較低（在2 kHz以下）。
此類雜訊屬於高斯分布，且在時域上具可反轉性，產生原因大致上可歸因於FET與電阻器中的線性機制，以及BJT中的非線性機制。
存在於MOSFET中的閃爍雜訊可表示成 {\displaystyle {\frac {K}{C_{\mathrm {ox} }\cdot WLf}}}， 其中K與製程相關， {\displaystyle C_{\mathrm {ox} }} 是氧化層的電容率, W 與 L 則分別是通道寬度與長度。 此模型根據經驗法則而得，普遍認為是過度簡化的結果。
閃爍雜訊也容易出現在碳膜電阻與薄膜電阻 ，此時它們被視為超越雜訊，也就是它們使得整體雜訊量總和超越了所有種類電阻器都具有的溫度雜訊。相反地，繞線電阻則存在最少的閃爍雜訊。既然閃爍雜訊是基於和直流電流的比較，當電流非常低時，溫度雜訊將成為電阻器雜訊的主要來源，也就是使用繞線電阻並無法在雜訊上獲得太多改善。

## 量測
量測閃爍雜訊的方式和其他雜訊相同。分析儀器會取樣一有限時間長度的雜訊，並針對其進行快速傅立葉變換，接著對轉換結果取絕對值後，便能由多次的計算得到平均功率。 這樣的量測結果會和功率譜密度成比例，且通常會將強度標準化。 此過程提供了正確的光譜數據僅供深受有限時間採樣（低頻端）的持續時間的倒數確定的頻率窗口和噪音（高頻端）的數字採樣率範圍內。因此，功率密度頻譜中的最高和最低十倍頻通常被捨棄。常規的頻譜分析儀是掃過所述已使用窄帶濾除的信號，具有良好的信噪比（SNR）。不幸的是，這些文書沒有在頻率低到足以全面測量閃爍雜訊。採樣儀器是寬頻的，因此具有較高雜訊。他們透過多次取樣將它們平均以降低噪音。傳統的頻譜分析儀還是有較好的信噪比，因為其窄帶的特性。

## 量測上的去除或減低
因為在低頻段強度極高的緣故，閃爍雜訊在低頻的計算可能造成困擾。我們可將極低頻的雜訊視為電路特性的漂移。
一個功能強大的技術可將我們感興趣的信號移動到一個較高的頻率，並使用相位敏感的檢測器來測量它。例如：感興趣的信號可以某個頻率進行斬波，於是信號中存在交流而非直流。因此，你可以過濾掉直流，取得交流耦合。此外，直流濾波也能削弱閃爍雜訊。然後，使用一個同步檢波器，該樣品的交流信號的峰，這是相當於原來的直流值。換句話說，第一低頻率信號被移動到高頻通過將其與高頻載波相乘，並將其提供給閃爍雜訊的影響的設備。該裝置的輸出被再次乘以相同載波，此時前面的信號又回到基頻，閃爍雜訊將被轉移到更高頻段，使我們更容易將其濾除。